# Discografia de Kara
Esta é a discografia do girl group sul-coreano Kara. O grupo possui lançados cinco álbuns de estúdio, seis extended plays e dezenove singles. Elas também têm contribuído em trilhas sonoras de diversos dramas coreanos. Seu single de estrei foi "Break it" em 2007.

## Álbuns

### Álbuns de estúdio
| The First Bloooooming                                                                        | - Lançamento: 29 de março de 2007 - Gravadora: DSP Media - Formato: CD, download digital                                                                               | 2 | —  | - KOR: 25.175+ (vendas 2010-2012) |                    |
| Revolution                                                                                   | - Lançamento: 30 de julho de 2009 - Gravadora: DSP Media - Formato: CD, download digital                                                                               | 2 | 86 | - KOR: 117.200+ - JPN: 6.500+     |                    |
| Step                                                                                         | - Lançamento: 6 de setembro de 2011 - Gravadora: DSP Media - Formato: CD, download digital                                                                             | 1 | 5  | - KOR: 110.000+ - JPN: 93.700+    |                    |
| Full Bloom                                                                                   | - Lançamento: 3 de setembro de 2013 - Gravadora: DSP Media - Formato: CD, download digital                                                                             | 1 | 25 | - KOR: 46.769+ - JPN: 12.009+     |                    |
| Em japonês                                                                                   | |   |    |                                   |                    |
| Girl's Talk                                                                                  | - Lançamento: 24 de novembro de 2010 - Gravadora: Universal Sigma - Formato: CD, download digital                                                                      | — | 2  | - JPN: 500.100+                   | - RIAJ: 2× Platina |
| Super Girl                                                                                   | - Lançamento: 23 de novembro de 2011 - Relançamento: 11 de abril de 2012 (Edição Especial Turnê Japonesa) - Gravadora: Universal Sigma - Formato: CD, download digital | — | 1  | - JPN: 778.000+                   | - RIAJ: 3× Platina |
| Girls Forever                                                                                | - Lançamento: 14 de novembro de 2012 - Gravadora: Universal Sigma - Formato: CD, download digital                                                                      | — | 2  | - JPN: 121.599+                   | - RIAJ: Platina    |
| Fantastic Girls                                                                              | - Lançamento: 28 de agosto de 2013 - Gravadora: Universal Sigma - Formato: CD, download digital                                                                        | — | 3  | - JPN: 56.749+                    |                    |
| "—" indica lançamentos que não figuraram nas paradas ou que não foram lançados nessa região. | |   |    |                                   |                    |

### EPs
| Rock U                                                                                       | - Lançamento: 25 de julho de 2008 - Gravadora: DSP Media - Formato: CD, download digital     | 8 | 106 |                               |  |
| Pretty Girl                                                                                  | - Lançamento: 4 de dezembro de 2008 - Gravadora: DSP Media - Formato: CD, download digital   | 2 | 105 |                               |  |
| Honey (Edição Especial de Pretty Girl)                                                       | - Lançamento: 12 de fevereiro de 2009 - Gravadora: DSP Media - Formato: CD, download digital | 2 | 103 | - KOR: 46.700+ - JPN: 2.500+  |  |
| Lupin                                                                                        | - Lançamento: 17 de fevereiro de 2010 - Gravadora: DSP Media - Formato: CD, download digital | 1 | 100 | - KOR: 84.300+ - JPN: 4.400+  |  |
| Jumping                                                                                      | - Lançamento: 10 de novembro de 2010 - Gravadora: DSP Media - Formato: CD, download digital  | 1 | 52  | - KOR: 78.600+ - JPN: 13.000+ |  |
| Pandora                                                                                      | - Lançamento: 22 de agosto de 2012 - Gravadora: DSP Media - Formato: CD, download digital    | 1 | 15  | - KOR: 70.900+ - JPN: 22.000+ |  |
| "—" indica lançamentos que não figuraram nas paradas ou que não foram lançados nessa região. |                                                                                              |   |     |                               |  |

### Coletâneas
| Hits! Hits!                                                                                  | - Lançamento: 30 de março de 2012 - Gravadora: Warner Music Taiwan - Formato: CD/DVD              | — | —   |                              |                 |
| Kara Solo Collection                                                                         | - Lançamento: 4 de dezembro de 2012 - Gravadora: DSP Media - Formato: CD/DVD                      | 3 | 216 | - KOR: 14.575+ - JPN: 1.290+ |                 |
| Em japonês                                                                                   |                                                                                                   |   |     |                              |                 |
| Kara Special Premium Box for Japan                                                           | - Lançamento: 28 de abril de 2010 - Gravadora: Universal Sigma - Formato: CD/DVD                  | — | 29  | - JPN: 4.400+                |                 |
| Kara Best 2007-2010                                                                          | - Lançamento: 29 de setembro de 2010 - Gravadora: Universal Sigma - Formato: CD, download digital | — | 2   | - JPN: 219.100+              | - RIAJ: Platina |
| Kara Collection                                                                              | - Lançamento: 5 de setembro de 2012 - Gravadora: Universal Sigma - Formato: CD/DVD                | — | 3   | - JPN: 71.328+               |                 |
| "—" indica lançamentos que não figuraram nas paradas ou que não foram lançados nessa região. |                                                                                                   |   |     |                              |                 |

## Singles
| "Break It"                                                                                   | 2007 | 18 | — | — | —   | —   | | The First Blooming |
| "If U Wanna"                                                                                 | 2007 | 22 | — | — | —   | —   | | The First Blooming |
| "Secret World"                                                                               | 2007 | 42 | — | — | —   | —   | | The First Blooming |
| "Rock U"                                                                                     | 2008 | 7  | — | — | —   | —   | | Rock U             |
| "Pretty Girl"                                                                                | 2008 | 2  | — | — | —   | —   | • KOR (DL): 1,200,000                                                                                                  | Pretty Girl        |
| "Honey"                                                                                      | 2009 | 1  | — | — | —   | —   | • KOR (DL): 1,600,000                                                                                                  | Honey              |
| "Wanna"                                                                                      | 2009 | 1  | — | — | —   | —   | • KOR (DL): 2,000,000                                                                                                  | Revolution         |
| "Mister"                                                                                     | 2009 | 8  | — | — | —   | 30  | • KOR (DL): 3,900,000                                                                                                  | Revolution         |
| "Lupin"                                                                                      | 2010 | 1  | — | — | —   | —   | • KOR (DL): 2,977,898                                                                                                  | Lupin              |
| "Jumping"                                                                                    | 2010 | 3  | — | — | —   | 95  | • KOR (DL): 1,311,540                                                                                                  | Jumping            |
| "Step"                                                                                       | 2011 | 2  | 2 | — | 42  | 2   | • KOR (DL): 2,811,221                                                                                                  | Step               |
| "Pandora"                                                                                    | 2012 | 2  | 3 | — | —   | —   | • KOR (DL): 1,344,272                                                                                                  | Pandora            |
| "Damaged Lady"                                                                               | 2013 | 4  |   | — | —   | —   | • KOR (DL): 463,853 | Full Bloom         |
| "Mamma mia"                                                                                  | 2014 | 10 |   | — | —   | —   | • KOR (DL): 352,056 | Day & Night        |
| "Cupid"                                                                                      | 2015 | 14 |   | — | —   | —   | • KOR (DL): 245,523 | In Love            |
| Em japonês                                                                                   |      |    |   |   |     |     | |                    |
| "Mister"                                                                                     | 2010 | —  | — | 5 | 11  | 2   | - RIAJ: Ouro (144.900+) - RIAJ Download digital - Ringtone: 3× Platina - Telefone celular: 3× Platina - PC: 2× Platina | Girl's Talk        |
| "Jumpin'"                                                                                    | 2010 | —  | — | 5 | 4   | 3   | - RIAJ: Ouro (120.000+) - RIAJ Download digital - Ringtone: 2× Platina - Telefone celular: 2× Platina - PC: Platina    | Girl's Talk        |
| "Jet Coaster Love"                                                                           | 2011 | —  | — | 1 | 2   | 1   | - RIAJ: Ouro (226.000+) - RIAJ Download digital - Telefone celular: Platina - PC: Platina                              | Super Girl         |
| "Go Go Summer!"                                                                              | 2011 | —  | — | 2 | 2   | 1   | - RIAJ: Ouro (231.000+) - RIAJ Download digital - Ringtone: 2× Platina - Telefone celular: Platina - PC: Platina       | Super Girl         |
| "Winter Magic"                                                                               | 2011 | —  | — | 3 | 2   | 2   | - RIAJ: Ouro (125.000+) - RIAJ Download digital - Telefone celular: Ouro - PC: Ouro                                    | Super Girl         |
| "Speed Up" / "Girl's Power"                                                                  | 2012 | —  | — | 2 | 3 7 | 6 6 | - RIAJ: Ouro (158.700+)                                                                                                | Girls Forever      |
| "Electric Boy"                                                                               | 2012 | —  | — | 2 | 1   | —   | - RIAJ: Ouro (76.250+)                                                                                                 | Girls Forever      |
| "Bye Bye Happy Days!"                                                                        | 2013 | —  | — | — | —   | —   | - TBA | TBA                |
| "—" indica lançamentos que não figuraram nas paradas ou que não foram lançados nessa região. |      |    |   |   |     |     | |                    |

### Singles promocionais
| "Good Day: Season 2"                                                                         | 2008 | 33 | — | —  | —  | Honey                                      |
| "Same Heart"                                                                                 | 2009 | 24 | — | —  | —  | Revolution                                 |
| "We're With You"                                                                             | 2010 | 14 | — | —  | 24 | Super Girl: Edição Especial Turnê Japonesa |
| "2Me"                                                                                        | 2010 | 12 | — | —  | —  | Go Go Summer! (single)                     |
| Em japonês                                                                                   |      |    |   |    |    |                                            |
| "Winter Magic (versão de Natal)"                                                             | 2011 | —  | — | —  | 67 | Winter Magic (single)                      |
| "Step"                                                                                       | 2012 | —  | — | 38 | 6  | Speed Up / Girl's Power (single)           |
| "Go Go Summer! 2012"                                                                         | 2012 | —  | — | 68 | 49 | Kara Collection                            |
| "—" indica lançamentos que não figuraram nas paradas ou que não foram lançados nessa região. |      |    |   |    |    |                                            |

## Outras canções
| "Umbrella"                                                                                   | 2010 | 30  | —  | — | —  | Lupin                |
| "Tasty Love"                                                                                 | 2010 | 41  | —  | — | —  | Lupin                |
| "Lonely"                                                                                     | 2010 | 56  | —  | — | —  | Lupin                |
| "Rollin'"                                                                                    | 2010 | 60  | —  | — | —  | Lupin                |
| "Love Is"                                                                                    | 2010 | 77  | —  | — | —  | Jumping              |
| "Burn"                                                                                       | 2010 | 98  | —  | — | —  | Jumping              |
| "Binks"                                                                                      | 2010 | 102 | —  | — | —  | Jumping              |
| "With"                                                                                       | 2010 | 104 | —  | — | —  | Jumping              |
| "Rider"                                                                                      | 2011 | 43  | 69 | — | —  | Step                 |
| "Strawberry"                                                                                 | 2011 | 56  | 83 | — | —  | Step                 |
| "Follow Me"                                                                                  | 2011 | 79  | —  | — | —  | Step                 |
| "Date (My Boy)"                                                                              | 2011 | 83  | —  | — | —  | Step                 |
| "I Am... (Ing)" (versão acústica)                                                            | 2011 | 115 | —  | — | —  | Step                 |
| "With My Heart (Dear Kamilia)"                                                               | 2011 | 136 | —  | — | —  | Step                 |
| "Way"                                                                                        | 2012 | 58  | 35 | — | —  | Pandora              |
| "Miss U"                                                                                     | 2012 | 88  | 64 | — | —  | Pandora              |
| "Idiot"                                                                                      | 2012 | 106 | 87 | — | —  | Pandora              |
| "Lost"                                                                                       | 2012 | 85  | 68 | — | —  | Kara Solo Collection |
| "Secret Love"                                                                                | 2012 | 82  | 74 | — | —  | Kara Solo Collection |
| "Wanna Do"                                                                                   | 2012 | 100 | —  | — | —  | Kara Solo Collection |
| "Guilty"                                                                                     | 2012 | 155 | —  | — | —  | Kara Solo Collection |
| "Daydream"                                                                                   | 2012 | 163 | —  | — | —  | Kara Solo Collection |
| Em japonês                                                                                   |      |     |    |   |    |                      |
| "Lupin"                                                                                      | 2010 | —   | —  | — | 55 | Girl's Talk          |
| "SOS"                                                                                        | 2010 | —   | —  | — | 17 | Girl's Talk          |
| "Ima, Okuritai 「Arigatou」"                                                                 | 2011 | —   | —  | — | 16 | Super Girl           |
| "Girls Be Ambitious!"                                                                        | 2011 | —   | —  | — | 42 | Super Girl           |
| "Dreamin' Girl"                                                                              | 2011 | —   | —  | — | 28 | Super Girl           |
| "Do It! Do It!"                                                                              | 2011 | —   | —  | — | 67 | Super Girl           |
| "Missing"                                                                                    | 2011 | —   | —  | — | 98 | Super Girl           |
| "—" indica lançamentos que não figuraram nas paradas ou que não foram lançados nessa região. |      |     |    |   |    |                      |

## Other participações
| Ano  | Detalhes                                                                      | Canção                                                 | Artistas                                                |
| ---- | ----------------------------------------------------------------------------- | ------------------------------------------------------ | ------------------------------------------------------- |
| 2008 | Fahrenheit - Lançamento: 25 de janeiro de 2008                                | Faixa 1. "String" — 02:57                              | Sunha feat. Nicole                                      |
| 2009 | Happy Face - Lançamento: 26 de fevereiro de 2009                              | Faixa 2. "Come to Play " — 03:42                       | Nassun feat. Seungyeon                                  |
| 2009 | Dazzling Eyes - Lançamento: 2 de abril de 2009                                | Faixa 1. "Dazzling Eyes" — 03:23                       | Jumper feat. Jiyoung                                    |
| 2009 | Happy... And - Lançamento: 5 de maio de 2009                                  | Faixa 1. "Happy... And" — 03:59                        | Nicole e Kang Kyun Sung                                 |
| 2009 | 4 Tomorrow - Lançamento: 6 de outubro de 2009                                 | Faixa 1. "Tomorrow" — 03:59                            | 4Tomorrow (Seungyeon com Uee, Hyuna e Ga In)            |
| 2010 | MBC Music Travel LaLaLa Vol.7 - Lançamento: 21 de janeiro de 2010             | Faixa 2. "Gil" ("Road") — 03:55                        | Kara                                                    |
| 2010 | 10 House Special Edition - Lançamento: 4 de fevereiro de 2010                 | Faixa 1. "Day After" — 03:23                           | Hong Kyung-min feat. Gyuri                              |
| 2010 | MBC Music Travel LaLaLa Vol.11 - Lançamento: 25 de fevereiro de 2010          | Faixa 1. "Bingeul Bingeul" ("Round and Round") — 03:59 | No Brain feat. Gyuri, Seungyeon e Nicole                |
| 2010 | Whale - Lançamento: 20 de julho de 2010                                       | Faixa 1. "Whale" — 03:26                               | Nicole com Park Myungsoo                                |
| 2010 | Group Of 20 - Lançamento: 15 de outubro de 2010                               | Faixa 1. "Let`s Go" — 02:33                            | Gyuri com Vários Artistas                               |
| 2010 | Merry Love - Lançamento: 16 de dezembro de 2010                               | Faixa 1. "Merry Love" — 02:33                          | Jiyoung com Sung Je do Supernova                        |
| 2011 | 2011 Kim Hyung Suk With Friends Part.1 - Lançamento: 13 de janeiro de 2011    | Faixa 1. "I’ll Write You a Letter" — 03:53             | Kara                                                    |
| 2012 | 2012 SBS Gayo Daejun The Color Of K- Pop - Lançamento: 26 de dezembro de 2012 | Faixa 1. "Mermaid Princess" — 03:27                    | Mystic White (Jiyoung com Bora, Sunhwa, Gayoon & Lizzy) |
| 2012 | 2012 SBS Gayo Daejun The Color Of K- Pop - Lançamento: 27 de dezembro de 2012 | Faixa 1. "This Person" — 03:22                         | Dazzling Red (Nicole com Hyuna, Nana, Hyolin & Hyosung) |

## Trilhas sonoras
| Ano  | Título                         | Canção |
| ---- | ------------------------------ | --- |
| 2007 | SBS Catching A Kang Nam Mother | - "Fighting" - 03:99                                                                                             |
| 2008 | Tooniverse Naruto Shippuden    | - "Butterfly" – 01:99                                                                                            |
| 2009 | KBS2 Boys Over Flowers         | - "Love Is Fire" – 03:19                                                                                         |
| 2009 | Why Did You Come To Our Home   | - "Miracle" (solo de Seungyeon) – 03:55                                                                          |
| 2010 | SBS Stars Falling From the Sky | - "Stars Falling From the Sky" – 03:25                                                                           |
| 2010 | KBS2 Mary Stayed Out All Night | - "Super Star" (solo de Seungyeon) – 03:42                                                                       |
| 2010 | SBS Daemul                     | - "My love" (Gyuri e Jiyoung) – 04:22                                                                            |
| 2011 | TV Tokyo URAKARA               | - "SOS" – 4:42 - "Ima, Okuridai Arigatou" - 5:99                                                                 |
| 2011 | SBS City Hunter                | - "I Look To You A Thousand Times" (solo de Gyuri) – 3:59 - "I Love U, I Want U, I Need U" (solo de Hara) – 3:49 |
| 2011 | MBC Love Is Elsewhere          | - "Indecisive" (Gyuri Dueto com Cho Hyun Young do Rainbow) – 3:36                                                |
| 2011 | SBS Warrior Baek Dong Soo      | - "Because Of Love" (solo de Seungyeon) – 4:43                                                                   |
| 2012 | SBS Delicious Life             | - "I Love You More Than My Soul" (solo de Gyuri)– 3:50                                                           |
| 2012 | TV Tokyo Rainbow Rose          | - "Rainbow Rose" (solo de Jiyoung)– 3:21                                                                         |
| 2012 | SBS The Great Seer             | - "Breaking Fate" (solo de Gyuri)– 3:52                                                                          |

## Álbuns de vídeo
| Ano  | Título                                      | Detalhes do álbum | Vendas                                               | Certificações   |
| ---- | ------------------------------------------- | --- | ---------------------------------------------------- | --------------- |
| 2009 | KARAdise 2010 Season's Greeting             | - Lançamento: 8 de dezembro de 2009 - Gravadora: DSP Media - Formato: DVD                                                                    |                                                      |                 |
| 2010 | MBC DVD Collection: Kara Sweet Muse Gallery | - Lançamento: - 19 de maio de 2010 (Japão) - 27 de maio de 2010 (Coreia do Sul) - Gravadora: Universal Sigma - Formato: DVD                  | - JPN: 13.000+                                       |                 |
| 2010 | KARAFULL DVD-BOX                            | - Lançamento: 4 de agosto de 2010 - Gravadora: Esupio - Formato: DVD                                                                         |                                                      |                 |
| 2010 | KARA Vacation                               | - Lançamento: 1 de setembro de 2010 - Gravadora: Universal Sigma - Formato: DVD Híbrido / Blu-ray                                            | - JPN: 2.300+                                        |                 |
| 2010 | KARAdise 2011 Season's Greeting From Thai   | - Lançamento: - 23 de dezembro de 2010 (Coreia do Sul) - 26 de janeiro de 2011 (Japão) - Gravadora: DSP Media/Universal Sigma - Formato: DVD | - JPN: 11.000+                                       |                 |
| 2011 | Kara Best Clips                             | - Lançamento: - 23 de fevereiro de 2011 - 29 de fevereiro de 2012 (Blu-ray) - Gravadora: Universal Sigma - Formato: DVD / Blu-ray            | - Total: 289.300+ - DVD: 286.889+ - Blu-ray: 2.387+  | - RIAJ: Platina |
| 2011 | URAKARA Vol.1-Vol.6                         | - Lançamento: 4 de abril de 2011 - Gravadora: Universal Sigma - Formato: DVD                                                                 | - JPN: 36.200+                                       |                 |
| 2011 | KARA Vacation 2                             | - Lançamento: 21 de dezembro de 2011 - Gravadora: Universal Sigma - Formato: DVD Híbrido / Blu-ray                                           | - Total: 17.000+ - DVD: 6.607+ - Blu-ray: 7.021+     |                 |
| 2011 | KARA Bakery With Photo DVD                  | - Lançamento: 23 de dezembro de 2011 - Gravadora: Esupio - Formato: DVD                                                                      |                                                      |                 |
| 2012 | KARAdise 2012, In Paris                     | - Lançamento: 25 de janeiro de 2012 - Gravadora: SBS Contents Hub - Formato: DVD                                                             |                                                      |                 |
| 2012 | Step It Up                                  | - Lançamento: 15 de fevereiro de 2012 - Gravadora: December32 - Formato: DVD                                                                 | - JPN: 21.500+                                       |                 |
| 2012 | Kara Best Clips II & Shows                  | - Lançamento: 29 de fevereiro de 2012 - Gravadora: Universal Sigma - Formato: DVD / Blu-ray                                                  | - Total: 137.890+ - DVD: 108.382+ - Blu-ray: 29.508+ | - RIAJ: Ouro    |
| 2012 | Kara 1st Japan Tour 2012 Karasia            | - Lançamento: 14 de novembro de 2012 - Gravadora: Universal Sigma - Formato: DVD / Blu-ray                                                   | - Total: 60.008+ - DVD: 44.138+ - Blu-ray: 15.870+   |                 |
| 2012 | 2012 The 1st Concert Karasia                | - Lançamento: - 26 de dezembro de 2012 (Japão) - 22 de fevereiro de 2013 (Coreia do Sul) - Gravadora: DSP Media - Formato: DVD               | - JPN: 9.830+                                        |                 |
| 2013 | Kara 2013 HAPPY NEW YEAR in TOKYO DOME      | - Lançamento: 27 de março de 2013 - Gravadora: Universal Sigma - Formato: DVD / Blu-ray                                                      |                                                      |                 |

## Fotolivros
| Ano  | Título                  | Data de lançamento      | Vendas  |
| ---- | ----------------------- | ----------------------- | ------- |
| 2011 | KARA's All about Beauty | 12 de outubro de 2011   | 12.008+ |
| 2012 | Je t'aime KARA          | 14 de fevereiro de 2012 |         |
| 2012 | KARASIA Program Book    | 28 de março de 2012     |         |

## Vídeos musicais
| Ano                             | Vídeo musical                        | Duração |
| ------------------------------- | ------------------------------------ | ------- |
| 2007                            | "Break It"                           | 3:14    |
| 2007                            | "If U Wanna"                         | 3:40    |
| 2008                            |                                      |         |
| "Rock U"                        | 3:36                                 |         |
| "Pretty Girl"                   | 3:30                                 |         |
| "Good Day: Season 2"            | 3:11                                 |         |
| 2009                            |                                      |         |
| "Honey"                         | 3:17                                 |         |
| "Same Heart"                    | 2:09                                 |         |
| "Wanna"                         | 3:53                                 |         |
| 2010                            |                                      |         |
| "Lupin"                         | 3:20                                 |         |
| "We're With You"                | 3:21                                 |         |
| "Mister" (versão em japonês)    | 3:12                                 |         |
| "2Me"                           | 3:31                                 |         |
| "Jumping" (versão em japonês)   | 2:58                                 |         |
| "Jumping" (versão smart sports) | 3:44                                 |         |
| "Jumping" (versão em coreano)   | 3:09                                 |         |
| 2011                            | "I'll Write You a Letter"            | 3:47    |
| 2011                            | "Jet Coaster Love"                   | 3:39    |
| 2011                            | "Ima, Okuritai 「Arigatou」"         | 5:50    |
| 2011                            | "Go Go Summer!"                      | 3:41    |
| 2011                            | "Step"                               | 3:21    |
| 2011                            | "Winter Magic"                       | 4:55    |
| 2012                            | "Speed Up"                           | 4:06    |
| 2012                            | "Girl's Power"                       | 3:57    |
| 2012                            | "Pandora"                            | 3:30    |
| 2012                            | "Electric Boy"                       | 3:27    |
| 2012                            | "Orion"                              | 5:37    |
| Outros                          | "Pretty Girl" (versão em japonês)    | 3:33    |
| Outros                          | "Wanna" (versão em japonês)          | 3:53    |
| Outros                          | "Honey" (versão em japonês)          | 3:12    |
| Outros                          | "Lupin" (versão em japonês)          | 3:14    |
| Outros                          | "Electric Boy" (versão de dança)     | 3:19    |
| Outros                          | "Go Go Summer!" (versão de dança)    | 3:17    |
| Outros                          | "Speed Up" (versão close-up)         | 3:21    |
| Outros                          | "Step" (versão street)               | 3:23    |
| Outros                          | "Step" (versão white)                | 3:22    |
| Outros                          | "Step" (versão stage)                | 3:22    |
| Outros                          | "Jet Coaster Love" (versão de dança) | 3:39    |
| Outros                          | "Electric Boy" (versão close-up)     | 3:20    |
| Outros                          | "Speed Up" (outra versão)            | 3:19    |
| Outros                          | "Girl's Power" (versão close-up)     | 3:58    |
| Outros                          | "Girl's Power" (versão de dança)     | 3:59    |
| Outros                          | "Winter Magic" (versão close-up)     | 4:52    |